# ژوپیتر-آویا
ژوپیتر-آویا (انگلیسی: Jupiter-Avia) یک شرکت هواپیمایی بود که در سال ۱۹۹۸ میلادی تأسیس شد دفتر مرکزی ژوپیتر-آویا در ایروان، ارمنستان واقع شده‌بود و قطب این شرکت هواپیمایی در فرودگاه اربونی قرار داشت این شرکت هواپیمایی در سال ۲۰۰۲ منحل شد.